# Coelichneumon flavolineatus
Coelichneumon flavolineatus là một loài tò vò trong họ Ichneumonidae.